# Милан Матов
Милан Апостолов Матов с псевдоними Дантон и Раковски е български революционер, участник в Илинденско-Преображенското въстание в 1903 година, председател и окръжен войвода на Битолския окръжен комитет на Вътрешната македоно-одринска революционна организация от 1907 до 1911 година. Участник в Балканската (1912 – 1913) и Междусъюзническата война (1913), един от основните организатори на Тиквешкото през юни и Охридско-Дебърското въстание през септември 1913 година срещу сръбската власт във Вардарска Македония. Областен управител в Крушево по време на българското управление през Първата световна война.

## Биография

### Ранни години
Милан Матов е роден на 8 ноември 1875 година в Струга, тогава в Османската империя, като последно, единадесето дете в семейството на Апостол Матов и Петра Чакърова. По-големият му брат Христо Матов, с когото остава много близък, е виден идеолог на ВМОРО. Учи първоначално в Струга, където в 1896 година става член на ВМОРО. В същата 1896 година се записва в Битолската българска класическа гимназия. Още първата си година в Битоля Матов организира Младежки революционен кръжок под ръководството на Пере Тошев, който покрай революционно просветителски си функции изпълнява и функцията на бойна група на организацията. Най-близки с Матов в кръжока са Лечо Настев и Панде Димитров. В 1897 година с кръжока се среща лично водачът на организацията Дамян Груев. В 1899 година, когато Матов е в предпоследния клас, в гимназията избухва бунт след конфликт между част от учителите и учениците и владиката Григорий Пелагонийски, вследствие на който гимназията е временно затворена, а провинилите се ученици, сред които и Матов – изключени.

### Стружки ръководител на ВМОРО
През пролетта на 1900 година по препоръка на Дамян Груев, Матов заминава за София и участва в курса по динамитно дело, организиран от Борис Сарафов и Гоце Делчев. В София се записва да учи и шивачество при Ангел Мулешков. В края на септември се връща в Струга, където става член на градския революционен комитет в Струга. След няколко месеца става началник на бойните групи, които от 8 се увеличават на 24. Енергичният Матов настоява за по-широк размах на революционното дело и иска масово покръстване на селяните в околните села и замяна на ръководителите на революционното бюро в Струга с по-дейни. През 1901 година Матов е двигател на въоръжаването на стружани – създаването на нови канали за доставка, изработването и закупуването на оръжие. През пролетта на 1902 година, след убийството на Евтим Майнов, стават големи арести в Струга и през юли е арестуван и Матов, като лежи в затвора в Охрид до 1 март 1903 година, когато е обхванат от общата амнистия.
След излизането си от затвора отново става член на градския комитет заедно с Милан Несторов, Александър Чакъров и Теофил Мушмов. Матов бързо попълва касата на комитета, като организира отвличането на архиерейския наместник отец Дионисий Попянчев и така събира всички неплатени данъчни вноски от първенците в града. На Смилевския конгрес Матов и Чакъров изпращат писмено предложение поради близостта на албанските земи във въстанието да се включи само частта от Стружкия район, която е на изток от Черни Дрин без самия град, което е одобрено и този район е подчинен на Охридското горско началство. Матов нарежда въоръжението от района, който няма да въстава да се изпрати към селата, в които се очакват сражения. По време на самото Илинденско-Преображенското въстание през юли – август Матов е четник в Стружко в четата на Лука Групчев, която лагерува в Средния рид край Вевчани и пренася оръжие за охридските чети.
След разгрома, при обезоръжителните акции на властите, Матов организира предаване само на старото и негодното оръжие и така успява да спаси много пушки в района си. В началото на 1904 година влиза в конфликт с ръководствата в Струга и Охрид и напуска стружкия комитет. През пролетта на път за Прилепския конгрес се разболява тежко, но успява да организира отмъщението за убийството на поп Петре от Вевчани.
През есента на 1904 година българската община в Струга му предлага да стане учител във втори и трети прогимназиален клас и той приема и учителства една учебна година (1904 – 1905).

### Битолски ръководител на ВМОРО
През пролетта на 1905 година, по съвет на Груев, се установява във вилаетския център Битоля и под прикритието на шивашкия занаят става легален член на окръжния комитет на Битолския революционен окръг, като представител на Стружка околия под псевдонима Дантон. В това време комитетът е тежко организационно състояние, причинено от разгрома на въстание – повечето видни ръководители са в емиграция, а останалите са в дълбоки конфликти помежду си. Освен с тези вътрешни проблеми, битолският комитет трябва да се справя с натиска на гръцката пропаганда от юг, сръбската от север и масовата емиграция на българското население, която организацията се опитва да спре с икономически санкции. Матов подкрепя санкциите, грижи се да се вземат мерки за облекчаване на положението на българите затворници, за подобряване на комуникационната мрежа. За да спре вътрешните конфликти през пролетта на 1906 година се среща с Груев и брат си Христо в София и в разговорите стигат до извода, че не бива да се вярва на председателя на комитета Петър Лигушев. Още при завръщането му избухва Лигушевата афера, при която Матов реагира бързо и успява да спаси архива на окръжния комитет, като така ограничава последиците от предателството.
След смъртта на Груев в края на 1906 година Матов се опитва да сплоти битолските дейци, за да може организацията да преодолее загубата. От юни 1907 година е председател на окръжния комитет и същевременно битолски окръжен войвода. Матов развива голяма дейност по организацията на Битолския окръжен конгрес през август, на който е секретар. Конгресът коригира правилника от 1905 година, който е непригоден за работа в нелегални условия и изглажда противоречията между отделни дейци в окръга. Решено е да се поднови активната революционна дейност в окръга след провала на реформената акция и да се създаде структурата „ревизионна чета“ за повишаване на финансовия контрол над околийските каси. Конгресът също така решава Матов да стане нелегален деец.
Като нелегален член на окръжния комитет се занимава с финансовите проблеми на околиите, съдебната система и действията на четите. През есента на 1907 година участва в сражения в селата Брежани и Средно Оризари. През март – април 1908 година предприема голяма обиколка в околиите на окръга – Ресенска, Преспанска, Охридска, Кичевска, Крушевска и Прилепска.
Като окръжен войвода е посрещнат от официална делегация след обявяването на Младотурската революция. В спомените си за този период войводата Милан Матов пише:
| „ | Една фалшива мълва беше пусната в Македония около и след Илинденското въстание, че върховните комитети в София искали присъединяването към България, а ВМОРО иска автономия. По тоя повод през юни 1906 г. аз бях в София и се отнесох за разяснение до Даме Груев, който ми отговори следното: „Ние сме българи и всякога работим и ще работим за обединението на българщината. А всички други формули са етап за постигане на тая цел. Не е дошъл обаче момента за решение на нашия въпрос, затова няма място за препирни и приказки от подобен род“. | “ |

В периода 1909 – 1911 година Милан Матов е училищен инспектор в Струга. През декември 1909 година, след промяната на политиката на младотурското правителство към ликвидиране на националните организации и налагане на османизма, Матов е арестуван заедно с Георги Попхристов, Георги Николов, Павел Христов, Аце Дорев и Александър Евтимов по аферата с убийството на ренегата Йово Йованович. След два месеца затвор всички са оправдани от военен съд и освободени.
За разлика от санданистите, безрезервно прегърнали отоманизма на революцията, крилото във ВМОРО около Христо Матов действа по-предпазливо с младотурците. На 12 юли членовете на ЦК Петко Пенчев и Павел Христов свикват заседание в Битоля на представителите на местните революционни комитети, на което след дълга дискусия се взема решение за прекратяване на въоръжената борба. На преговорите между двете организации Пенчев, Христов и Милан Матов декларират, че ВМОРО „се присъединява условно към младотурското движение“. Представителите на ВМОРО подчертават, че организацията си запазва правото да възобнови въоръжената борба при нарушаване на политическите свободи и гаранция за това ще е съхраняването на боевия и потенциал. Така главно условие поставено от тримата е запазването на оръжието. Окръжният комитет изпраща циркулярно писмо за взетите решения до бойните формирования в района, повечето от които влизат в града с Матов на 18 юли.
Под ръководството на Милан Матов и Петър Чаулев към средата на 1911 година революционната дейност в Битолско е възстановена.
Двамата братя са много близки и с поета и революционер Пейо Яворов.
| “ | Удостовѣрение Другаря Анастасъ Иловъ [sic] род. отъ с. Арменско (леринска околия) бѣ четникъ въ леринската околиска чета подъ войводството на Кр. Льондевъ отъ (1913) 15-августъ до пристигането на съюзнитѣ войски. При откриването на сърб.бълг. война се зачисли въ мойта чета отъ 16ти юнии до 15ти юлий 1913 г. Отъ тая дата е лежалъ въ битол. затворъ като робъ до 1ви октомври т.г. Битолски окрѫженъ войвода М. Матовъ | ” |
|   | |   |

### По време на войните за национално обединение
През Балканската война Милан Матов е войвода на чета №24 на Македоно-одринското опълчение в Битолско. Четата му оказва помощ на сръбските войски. След това служи в 3 рота на 6 охридска дружина, а по време на Междусъюзническата война е в Сборната партизанска рота на МОО, като войвода на партизанска чета, изпратена да действа в тила на сръбските части. Четата на Матов подпомага Втора пехотна тракийска дивизия и настъпва заедно с нея към Градец, Тиквешко.
След войната Матов е сред основните организатори на Тиквешкото и Охридско-Дебърското въстание заедно с Петър Чаулев, Павел Христов, Антон Шибаков и други.

### Легална дейност
След края на Първата световна война Милан Матов се установява в София. Става активен деец и член на ръководството на Илинденската организация, създадена в 1921 година. По-късно е и в Македонския научен институт. Не взима участие в братоубийствените борби във ВМРО и се опитва да играе ролята на помирител между враждуващите фракции. Активист е на Стружкото благотворително братство.
Оженва се за Мария Балканска, столична зъболекарка, на 19 ноември 1922 година. Кумове на венчавката са Никола Пушкаров и Славка Пушкарова. През март 1924 година се ражда синът им Христо. 
На 17 февруари 1943 година, като жител на София, подава молба за българска народна пенсия, която е одобрена и пенсията е отпусната от Министерския съвет на Царство България.
През Втората световна война, по време на бомбардировките на София, опитват да се евакуират в близкото село Лесново, но хора от специалните служби ги натоварват на влака за Видин и се озовават в малкото село Долни Лом, Белоградчишко; на Матов е наложено да се разписва през ден в кметството.
След Деветосептемврийския преврат, през 1945 година им е разрешено да се преселят в Ружинци, главното село на района. Задължени са да се откажат от софийското си жителство и да станат мести жители. Поради започнатата от Коминтерна и комунистическата власт политика на денационализация на българите и македонизация в Пиринска Македония, Милан Матов е записан като „македонец“ в новата си лична карта; той обаче протестира пред околийския управител и успява да постигне народността му да бъде поправена на „българин“. Както отбелязва сина му, Христо Матов, „за баща ми, па и за всички негови другари думата „македонец“ не изразяваше никаква народност, а беше синоним на добър и юначен българин“.
По-късно успяват да се приберат в София, но домът им е унищожен при бомбардировка, а целият архив изгорял; в града вече няма македонски обществени организации – дружества, братства и т.н.
Милан Матов умира на 21 май 1962 година в София. Между 1909 и 1926 година пише спомени, обхващащи над 700 страници. Неговият син Христо Матов, юрист и деец на ВМРО-СМД, издава през 2002 година част от спомените му, озаглавени „Най-комитата разказва“, а през 2011 година излиза второ и допълнено издание със заглавие „За премълчаното в историята на ВМРО“.
За Христо Матов и Милан Матов разказва документалният филм „Матовият род“ (2013), с участието на Христо Миланов Матов.

## Родословие
|  |  |  |  |  |  |  |  |  |  |                 |                 |                 |                 |                            |                 |  |  |                           |                           |                           |                           |                           |                           |                          |                          |                            |                            |                            |                            |                            |                            |                    |                    |                             |                             |                             |                             |                                |                                |                                |                                |                                |                                |  |  |                                 |                                 |                                 |                                 |                                 |                                 |  |  |  |  |  |  |  |  |  |  |  |  |  |  |  |  |  |  |  |  |  |  |  |  |  |  |
|  |  |  |  |  |  |  |  |  |  |                 |                 |                 |                 |                            |                 |  |  |                           |                           |                           |                           |                           |                           |                          |                          |                            |                            |                            |                            |                            |                            |                    |                    |                             |                             |                             |                             |                                |                                |                                |                                |                                |                                |  |  |                                 |                                 |                                 |                                 |                                 |                                 |  |  |  |  |  |  |  |  |  |  |  |  |  |  |  |  |  |  |  |  |  |  |  |  |  |  |
|  |  |  |  |  |  |  |  |  |  |                 |                 |                 |                 |                            |                 |  |  |                           |                           |                           |                           | Кочо Асигяур              | Кочо Асигяур              | Кочо Асигяур             | Кочо Асигяур             | Кочо Асигяур               | Кочо Асигяур               |                            |                            |                            |                            |                    |                    |                             |                             |                             |                             | Наум Матов                     | Наум Матов                     | Наум Матов                     | Наум Матов                     | Наум Матов                     | Наум Матов                     |  |  |                                 |                                 |                                 |                                 |                                 |                                 |  |  |  |  |  |  |  |  |  |  |  |  |  |  |  |  |  |  |  |  |  |  |  |  |  |  |
|  |  |  |  |  |  |  |  |  |  |                 |                 |                 |                 |                            |                 |  |  |                           |                           |                           |                           | Кочо Асигяур              | Кочо Асигяур              | Кочо Асигяур             | Кочо Асигяур             | Кочо Асигяур               | Кочо Асигяур               |                            |                            |                            |                            |                    |                    |                             |                             |                             |                             | Наум Матов                     | Наум Матов                     | Наум Матов                     | Наум Матов                     | Наум Матов                     | Наум Матов                     |  |  |                                 |                                 |                                 |                                 |                                 |                                 |  |  |  |  |  |  |  |  |  |  |  |  |  |  |  |  |  |  |  |  |  |  |  |  |  |  |
|  |  |  |  |  |  |  |  |  |  |                 |                 |                 |                 |                            |                 |  |  |                           |                           |                           |                           | Апостол Матов (1832 – ?)  | Апостол Матов (1832 – ?)  | Апостол Матов (1832 – ?) | Апостол Матов (1832 – ?) | Апостол Матов (1832 – ?)   | Апостол Матов (1832 – ?)   |                            |                            | Петра Ст. Чакърова         | Петра Ст. Чакърова         | Петра Ст. Чакърова | Петра Ст. Чакърова | Петра Ст. Чакърова          | Петра Ст. Чакърова          |                             |                             | Митра Миладинова (1824 – 1894) | Митра Миладинова (1824 – 1894) | Митра Миладинова (1824 – 1894) | Митра Миладинова (1824 – 1894) | Митра Миладинова (1824 – 1894) | Митра Миладинова (1824 – 1894) |  |  | Димитър Миладинов (1810 – 1862) | Димитър Миладинов (1810 – 1862) | Димитър Миладинов (1810 – 1862) | Димитър Миладинов (1810 – 1862) | Димитър Миладинов (1810 – 1862) | Димитър Миладинов (1810 – 1862) |  |  |  |  |  |  |  |  |  |  |  |  |  |  |  |  |  |  |  |  |  |  |  |  |  |  |
|  |  |  |  |  |  |  |  |  |  |                 |                 |                 |                 |                            |                 |  |  |                           |                           |                           |                           | Апостол Матов (1832 – ?)  | Апостол Матов (1832 – ?)  | Апостол Матов (1832 – ?) | Апостол Матов (1832 – ?) | Апостол Матов (1832 – ?)   | Апостол Матов (1832 – ?)   |                            |                            | Петра Ст. Чакърова         | Петра Ст. Чакърова         | Петра Ст. Чакърова | Петра Ст. Чакърова | Петра Ст. Чакърова          | Петра Ст. Чакърова          |                             |                             | Митра Миладинова (1824 – 1894) | Митра Миладинова (1824 – 1894) | Митра Миладинова (1824 – 1894) | Митра Миладинова (1824 – 1894) | Митра Миладинова (1824 – 1894) | Митра Миладинова (1824 – 1894) |  |  | Димитър Миладинов (1810 – 1862) | Димитър Миладинов (1810 – 1862) | Димитър Миладинов (1810 – 1862) | Димитър Миладинов (1810 – 1862) | Димитър Миладинов (1810 – 1862) | Димитър Миладинов (1810 – 1862) |  |  |  |  |  |  |  |  |  |  |  |  |  |  |  |  |  |  |  |  |  |  |  |  |  |  |
|  |  |  |  |  |  |  |  |  |  |                 |                 |                 |                 |                            |                 |  |  |                           |                           |                           |                           |                           |                           |                          |                          |                            |                            |                            |                            |                            |                            |                    |                    |                             |                             |                             |                             |                                |                                |                                |                                |                                |                                |  |  |                                 |                                 |                                 |                                 |                                 |                                 |  |  |  |  |  |  |  |  |  |  |  |  |  |  |  |  |  |  |  |  |  |  |  |  |  |  |
|  |  |  |  |  |  |  |  |  |  |                 |                 |                 |                 |                            |                 |  |  |                           |                           |                           |                           |                           |                           |                          |                          |                            |                            |                            |                            |                            |                            |                    |                    |                             |                             |                             |                             |                                |                                |                                |                                |                                |                                |  |  |                                 |                                 |                                 |                                 |                                 |                                 |  |  |  |  |  |  |  |  |  |  |  |  |  |  |  |  |  |  |  |  |  |  |  |  |  |  |
|  |  |  |  |  |  |  |  |  |  | Мария Балканска | Мария Балканска | Мария Балканска | Мария Балканска | Мария Балканска            | Мария Балканска |  |  | Милан Матов (1875 – 1962) | Милан Матов (1875 – 1962) | Милан Матов (1875 – 1962) | Милан Матов (1875 – 1962) | Милан Матов (1875 – 1962) | Милан Матов (1875 – 1962) |                          |                          | Христо Матов (1869 – 1922) | Христо Матов (1869 – 1922) | Христо Матов (1869 – 1922) | Христо Матов (1869 – 1922) | Христо Матов (1869 – 1922) | Христо Матов (1869 – 1922) |                    |                    | Димитър Матов (1864 – 1896) | Димитър Матов (1864 – 1896) | Димитър Матов (1864 – 1896) | Димитър Матов (1864 – 1896) | Димитър Матов (1864 – 1896)    | Димитър Матов (1864 – 1896)    |                                |                                |                                |                                |  |  |                                 |                                 |                                 |                                 |                                 |                                 |  |  |  |  |  |  |  |  |  |  |  |  |  |  |  |  |  |  |  |  |  |  |  |  |  |  |
|  |  |  |  |  |  |  |  |  |  | Мария Балканска | Мария Балканска | Мария Балканска | Мария Балканска | Мария Балканска            | Мария Балканска |  |  | Милан Матов (1875 – 1962) | Милан Матов (1875 – 1962) | Милан Матов (1875 – 1962) | Милан Матов (1875 – 1962) | Милан Матов (1875 – 1962) | Милан Матов (1875 – 1962) |                          |                          | Христо Матов (1869 – 1922) | Христо Матов (1869 – 1922) | Христо Матов (1869 – 1922) | Христо Матов (1869 – 1922) | Христо Матов (1869 – 1922) | Христо Матов (1869 – 1922) |                    |                    | Димитър Матов (1864 – 1896) | Димитър Матов (1864 – 1896) | Димитър Матов (1864 – 1896) | Димитър Матов (1864 – 1896) | Димитър Матов (1864 – 1896)    | Димитър Матов (1864 – 1896)    |                                |                                |                                |                                |  |  |                                 |                                 |                                 |                                 |                                 |                                 |  |  |  |  |  |  |  |  |  |  |  |  |  |  |  |  |  |  |  |  |  |  |  |  |  |  |
|  |  |  |  |  |  |  |  |  |  |                 |                 |                 |                 |                            |                 |  |  |                           |                           |                           |                           |                           |                           |                          |                          |                            |                            |                            |                            |                            |                            |                    |                    |                             |                             |                             |                             |                                |                                |                                |                                |                                |                                |  |  |                                 |                                 |                                 |                                 |                                 |                                 |  |  |  |  |  |  |  |  |  |  |  |  |  |  |  |  |  |  |  |  |  |  |  |  |  |  |
|  |  |  |  |  |  |  |  |  |  |                 |                 |                 |                 | Христо Матов (1924 – 2018) |                 |  |  |                           |                           |                           |                           |                           |                           |                          |                          |                            |                            |                            |                            |                            |                            |                    |                    |                             |                             |                             |                             |                                |                                |                                |                                |                                |                                |  |  |                                 |                                 |                                 |                                 |                                 |                                 |  |  |  |  |  |  |  |  |  |  |  |  |  |  |  |  |  |  |  |  |  |  |  |  |  |  |